# 蘇打石
苏打石（英語：Nahcolite）是一种柔软、无色或白色的碳酸盐矿物，其成分为碳酸氢钠（NaHCO3），它以单斜晶系结晶。
苏打石于1928年首次被描述为在意大利维苏威火山的熔岩管中出現。它的英文名称是指组成它的元素：Na、H、C和O。它以温泉和咸水湖沉淀或风化的形式出现；在分异的碱性地块中；在作为子矿物相的流体包裹体和蒸发岩沉积物中。
它与天然碱、水碱石、无水芒硝、石盐、斜碳钠钙石、碳钠矾、氯碳钠镁石和硼砂一起出现。

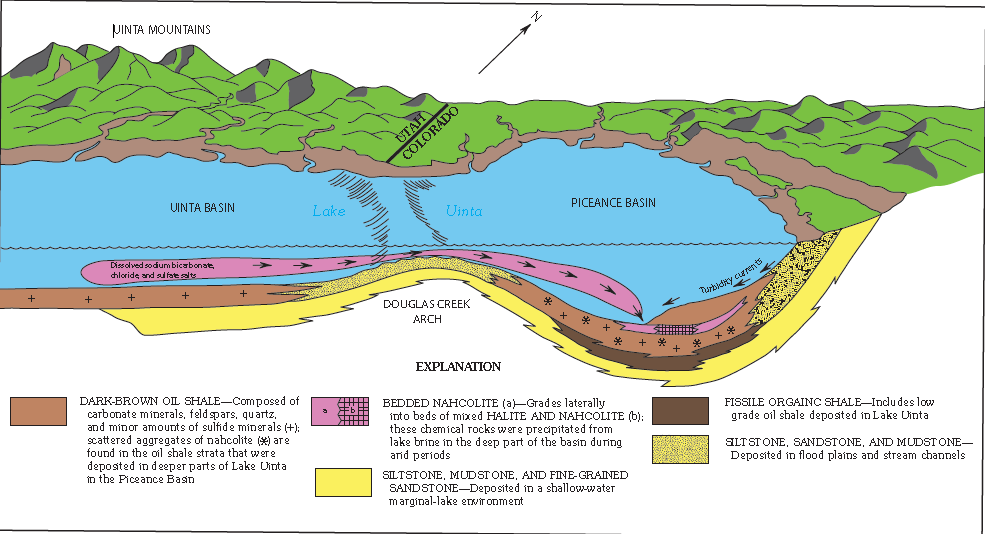
苏打石沉积模型